# Плямиста акула смугаста
Плямиста акула смугаста (Halaelurus lineatus) — акула з роду Halaelurus родини Котячі акули. Інші назви «пластинчаста котяча акула», «котяча акула-прокладка».

## Опис
Загальна довжина досягає 56 см. Зовнішністю нагадує Halaelurus natalensis. Голова витягнута. Ніс загострений, «кирпатий». Очі помірно великі, овальні, горизонтальної форми, з мигальною перетинкою. За ними розташовані невеликі бризкальця. Ніздрі з трикутними носовими клапанами. Губні борозни короткі. Рот невеликий, зігнутий. Зуби дрібні, з багатьма верхівками, з яких центральна є високою та гострою, бокові — маленькі. У неї 5 пар зябрових щілин. Тулуб стрункий та довгий. Грудні плавці великі. Має 2 спинних плавця. Передній трохи більше за задній. Черевні плавці широкі. Черево відносно коротке, відстань між черевними та грудними плавцями трохи більше ширини грудних плавців. Анальний плавець широкий, його ширина більше за відстань між основами спинних плавців. Хвостовий плавець вузький, гетероцеркальний.
Забарвлення спини світло-коричневе з 26 темно-коричневими смугами, що розташовані парно поперек тіла. Звідси походить назва цієї акули. Між смугами розкидані численні темні цяточки. На спині та боках присутні розмиті сідлоподібні плями. Черево має світло-кремовий колір.

## Спосіб життя
Тримається на глибинах до 290 м, континентальному шельфі. Полює біля дна, є бентофагом. Живиться креветками, омарами, крабами, лангустами, головоногими молюсками, а також дрібною костистою рибою.
Статева зрілість у самців настає при розмірах 32-38 см, самиць — 40-41 см. Це яйцекладна акула. Самиця відкладає до 8 яєць. Народжені акуленята сягають 10 см завдовжки.
Вилов цієї акули відбувається заради тримання у акваріумах, оскільки вона гарно адаптується у неволі.

## Розповсюдження
Мешкає біля узбережжя ПАР та Мозамбіку.